# Listă de actrițe - Z
|  | Listă de actrițe \| \| Listă de actrițe - Z \| Liste alfabetice de actori și actrițe \| Listă de actori A - B - C - D - E - F - G - H - I - J - K - L - M - N - O - P - Q - R - S - T - U - V - W - X - Y - Z |

## Actrițe - Z
| - Pia Zadora (* 1954) - Rosel Zech (* 1942) - Renée Zellweger (* 1969) - Helen Zellweger (* 1974) | - Catherine Zeta-Jones (* 1969) - Monica Zetterlund - Sonja Ziemann (* 1926) | - Preity Zinta - Zhang, Ziyi (* 1980) - Zita Görög - Elsa Zylberstein |

## Actori
|  | Listă de actori \| \| Listă de actori \| Liste alfabetice de actori și actrițe \| Listă de actrițe A - B - C - D - E - F - G - H - I - J - K - L - M - N - O - P - Q - R - S - T - U - V - W - X - Y - Z |